# Odio, quindi sono
Odio, quindi sono è un singolo del rapper italiano Rkomi, pubblicato il 6 dicembre 2024.

## Descrizione
Il brano segna il ritorno dell'artista alle sue radici rap. Come si evince dal titolo, il brano è una riflessione sull'odio presente nella società odierna.

## Promozione
In seguito all'annuncio della sua partecipazione al Festival di Sanremo 2025, il rapper ha pubblicato il singolo su Instagram con video annesso.

## Tracce
Testi di Mirko Manuele Martorana e Jacopo Matteo Luca D'Amico, musiche di Roberto Lamanna, Vincenzo Luca Faraone e Pablo Miguel Lombroni Capalbo.
1. Odio, quindi sono – 2:07